# Prolyl-ARNt synthétase
La prolyl-ARNt synthétase est une ligase qui catalyse la réaction :
ATP + L-proline + ARNtPro  {\displaystyle \rightleftharpoons }  AMP + pyrophosphate + L-prolyl-ARNtPro.
Cette enzyme assure la fixation de la proline, l'un des 22 acides aminés protéinogènes, sur son ARN de transfert, noté ARNtPro, pour former l'aminoacyl-ARNt correspondant, ici le prolyl-ARNtPro.